# Ian MacLeod
Ian MacLeod (19 november 1959 – 6 mei 2013) was een Schots voetballer die als verdediger speelde.
MacLeod speelde 243 wedstrijden voor Motherwell tussen 1978 en 1986 en speelde ook bij Falkirk, Raith Rovers en Meadowbank Thistle.